# Chaetonotus tachyneusticus
Chaetonotus tachyneusticus is een buikharige uit de familie Chaetonotidae. De wetenschappelijke naam van de soort werd in 1948 voor het eerst geldig gepubliceerd door Brunson. 